# PRiMA Aero Trasporti Italiani
PRiMA Aero Trasporti Italiani (zuvor Eagles Airlines) war eine italienische Fluggesellschaft mit Sitz in Marghera und Basis auf dem Flughafen Venedig-Marco Polo.

## Geschichte
Die Fluggesellschaft wurde 2010 von ehemaligen Investoren der insolventen Alpi Eagles unter dem Namen Eagles Airlines gegründet und nahm im selben Jahr den Flugbetrieb auf. Aufgrund offener Schulden der Alpi Eagles musste sich Eagles Airlines am 26. Mai 2011 einen neuen Namen suchen, da es nicht mehr gestattet wurde „Eagles“ im Namen zu verwenden. Weitere Nutzungen von „Eagles“ bedeuten finanzielle Strafen für die Airline. Mit großer Mehrheit hat man sich in der Firmenzentrale auf den neuen Namen PRiMA Aero Trasporti Italiani geeinigt. Ende 2011 stellte sie den Betrieb jedoch ein.

## Flugziele
PRiMA bediente zuletzt in Italien neben ihrer Basis in Venedig die Flugziele Catania, Lamezia Terme, Reggio Calabria (via Bologna), Pantelleria und Cagliari sowie Nîmes in Frankreich.

## Flotte
Mit Stand November 2011 bestand die Flotte der PRiMA aus drei Flugzeugen:
- 3 Fokker 100